# Les Bons Villers
Pour les articles homonymes, voir Villers.
Les Bons Villers (prononcé [le bɔ̃ vilɛʁs] ; en wallon Les Bons Viyés ; en wallon local Bons Vilés) est une commune francophone de Belgique située en Région wallonne dans la province de Hainaut.
Elle est née le 1er janvier 1977 de la fusion des communes de Frasnes-lez-Gosselies, Rèves, Villers-Perwin, Wayaux et Mellet.

## Étymologie
Le nom provient de la grande zone de culture située essentiellement sur Liberchies et partiellement sur Frasnes-lez-Gosselies et Mellet. Étymologiquement, « bonnes terres », « bons domaines ».
Villers est un toponyme français et patronyme dérivé du latin villare qui signifie terres ou ferme éloignées d'une villa romaine mais dépendant de celle-ci.

## Géographie

### Sections de commune
| # | Nom                   | Superf. (km²) | Habitants (2020) | Habitants par km² | Code INS |
| - | --------------------- | ------------- | ---------------- | ----------------- | -------- |
| 1 | Mellet                | 8,03          | 2.611            | 325               | 52075A   |
| 2 | Wayaux                | 3,39          | 391              | 115               | 52075B   |
| 3 | Villers-Perwin        | 6,10          | 1.343            | 220               | 52075C   |
| 4 | Frasnes-lez-Gosselies | 14,40         | 3.417            | 237               | 52075D   |
| 5 | Rèves                 | 11,05         | 1.705            | 154               | 52075E   |

### Communes limitrophes
Genappe, Villers-la-Ville, Fleurus, Charleroi, Pont-à-Celles, et Nivelles.

## Démographie
Elle comptait, au 1er février 2024, 9 585 habitants (4 658 hommes et 4 927 femmes) , soit une densité de 223,06 habitants/km² pour une superficie de 42,97 km².

### Démographie: Commune fusionnée
En tenant compte des anciennes communes entraînées dans la fusion de communes de 1977, on peut dresser l'évolution suivante :
Les chiffres des années 1831 à 1970 tiennent compte des chiffres des anciennes communes fusionnées.
- Source: DGS , de 1831 à 1981=recensements population; à partir de 1990 = nombre d'habitants chaque 1 janvier[5]

## Armoiries
|  | Blason des Bons Villers. Ces armoiries sont celles de l'ancienne commune de Frasnes-lez-Gosselies avec cinq étoiles pour chacune des anciennes communes fusionnées au 1er janvier 1977. Blasonnement : De gueules à la fasce d'argent chargée de cinq étoiles du champ. - Arrêté de l'exécutif de la communauté : 26 novembre 1981 |

## Politique et administration

### Conseil et collège communal 2024-2030
| Collège communal  |                       |                                       |
| ----------------- | --------------------- | ------------------------------------- |
| Bourgmestre       | Mathieu Perin         | Les Engagés - CITOYENS BONSVILLERSOIS |
| 1er Échevine      | Anne Mathelart        | Les Engagés - CITOYENS BONSVILLERSOIS |
| 2e Échevin        | Bruno Patte           | Les Engagés - CITOYENS BONSVILLERSOIS |
| 3e Échevin        | Jean-Jacques Allart   | CITOYENS BONSVILLERSOIS               |
| 4e Échevin        | Emilie Vancompernolle | CITOYENS BONSVILLERSOIS               |
| Président du CPAS | Brahim Mghari         | Les Engagés - CITOYENS BONSVILLERSOIS |

## Patrimoine et culture
- Le donjon de Mellet ;
- La chapelle Notre-Dame du Roux à Frasnes-lez-Gosselies ;
- L'ancienne chambre échevinale de Frasnes-lez-Gosselies ;
- L'église Saints-Martin-et-Mutien-Marie de Mellet ;
- l'ancienne chaussée romaine qui passe enttre Mellet et Villers-Perwin ;
- La maison natale du saint frère Mutien-Marie à Mellet.

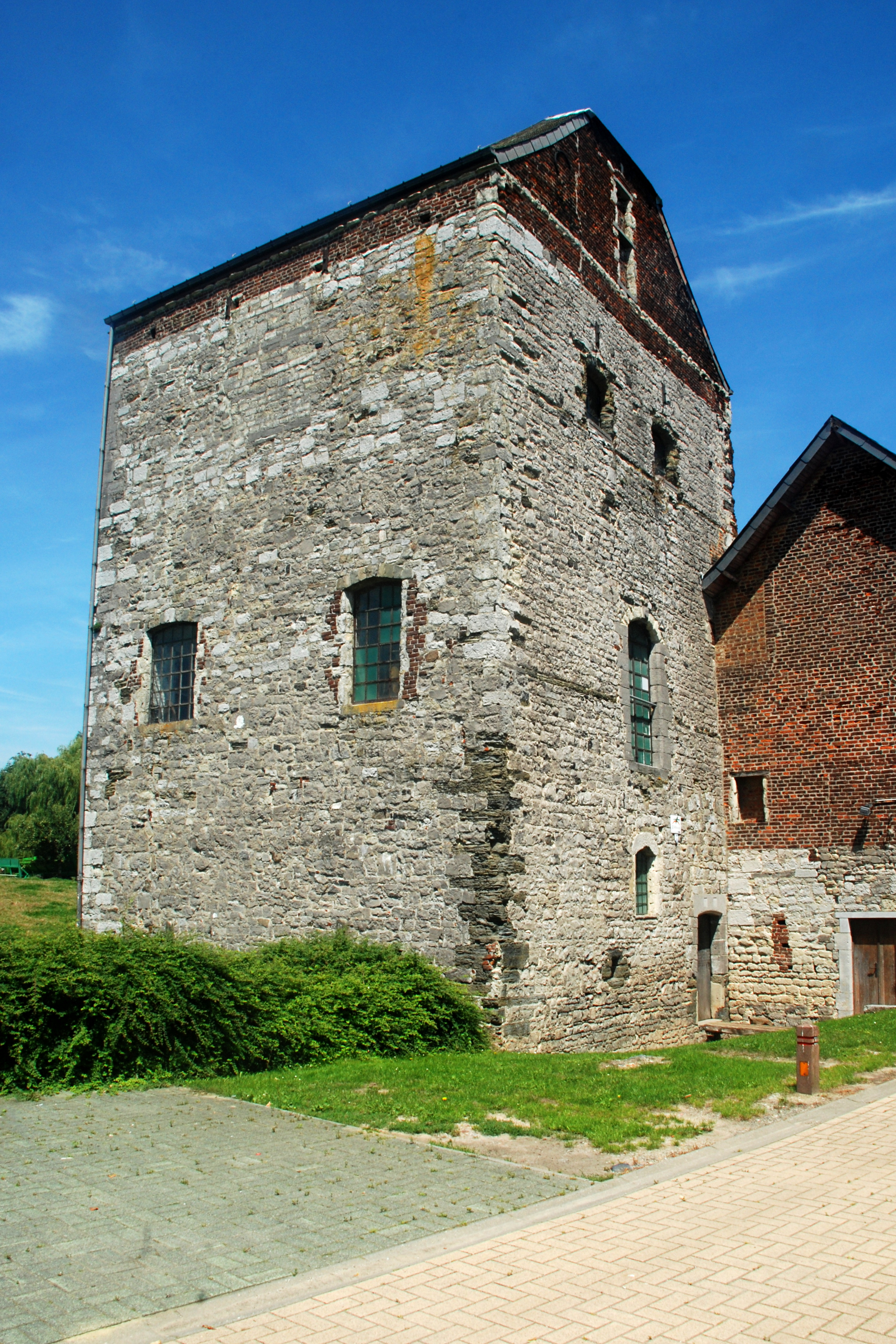
Donjon de Mellet.
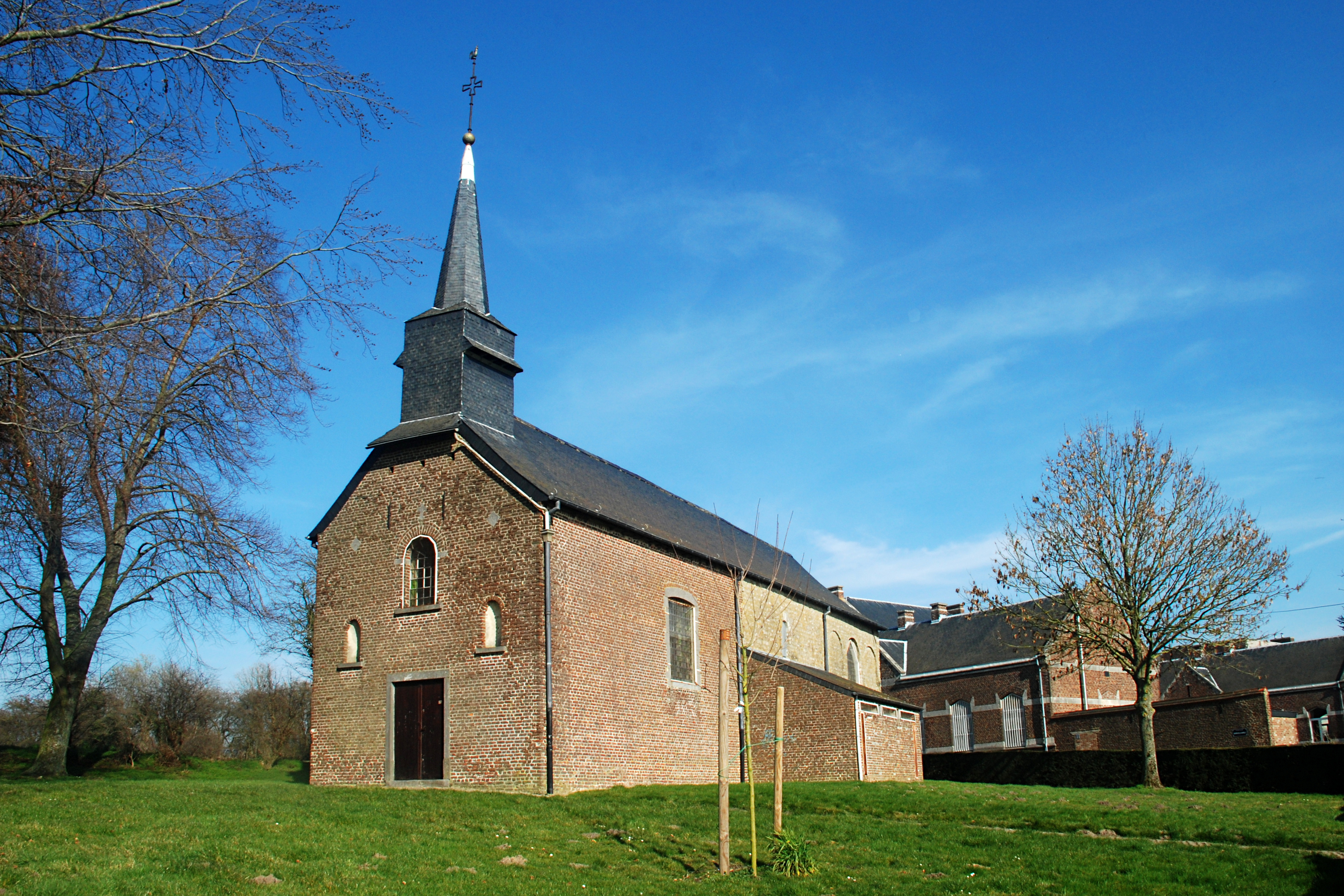
Chapelle Notre-Dame du Roux à Frasnes-lez-Gosselies.
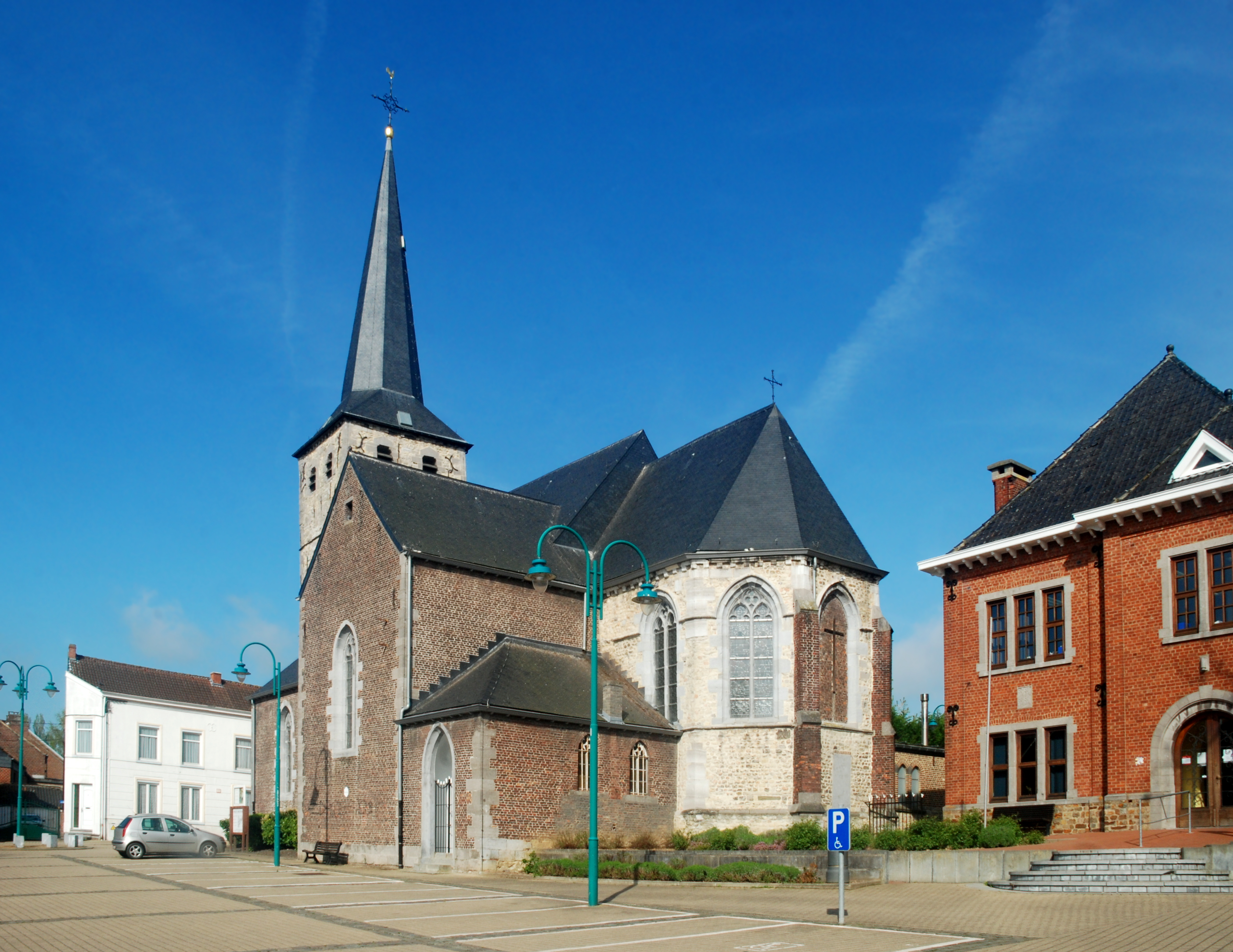
Église Saints-Martin-et-Mutien-Marie de Mellet.
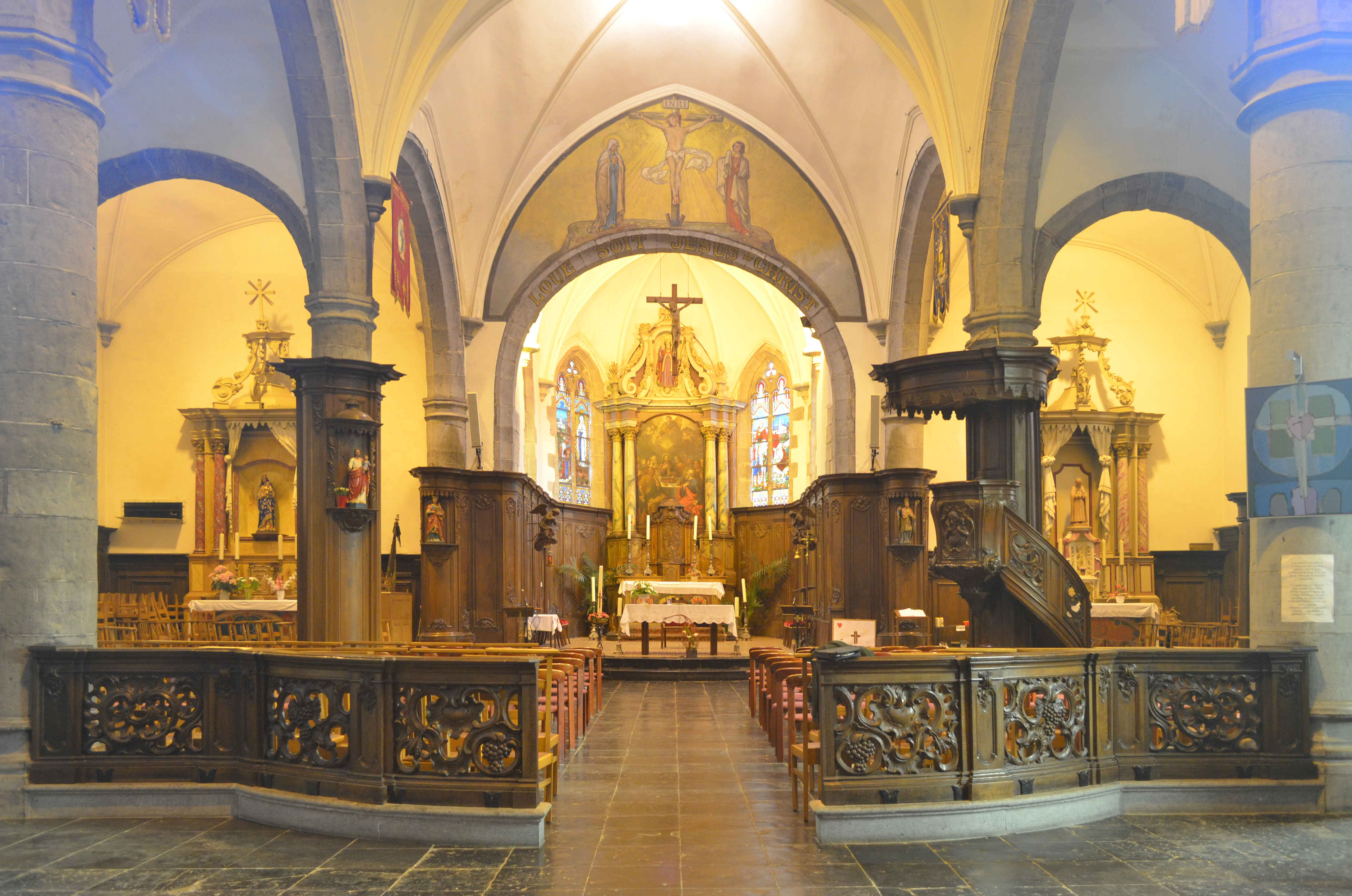
Nef de l'église Saints-Martin-et-Mutien-Marie.

## Personnalités
- Le saint frère Mutien-Marie (Louis-Joseph Wiaux) (1841-1917) est né à Mellet.
- Édouard Chaudron (1824-1894), homme politique belge
- Adolphe Biarent (1871-1916), compositeur
- Paul Vanderborght (1899-1971), poète
- Jean Duvieusart (1900-1977), ancien premier ministre et président du Parlement européen (1964-1965), est né à Frasnes-lez-Gosselies.
- Arthur Grumiaux (1921-1986), violoniste de grand renom, est né à Villers-Perwin.